# Campionato europeo maschile under 20 di pallavolo 1973
Il campionato europeo juniores di pallavolo maschile 1973 si è svolto dal 6 al 14 settembre 1973 a Grootebroek, Apeldoorn, Boxmeer, Zwolle, Winterswijk, Beverwijk, Hardenberg, Schagen e Voorburg, nei Paesi Bassi. Al torneo hanno partecipato 21 squadre nazionali europee e la vittoria finale è andata per la quarta volta consecutiva all'Unione Sovietica.

## Regolamento
Le ventuno squadre sono state divise in sei gironi: al termine della prima fase, le prime classificate di ogni girone hanno acceduto al girone per il primo posto, le seconde classificate hanno acceduto al girone per il settimo posto, le terze classificate hanno acceduto al girone per il tredicesimo posto e le quarte classificate hanno acceduto al girone per il diciannovesimo posto.

## Gironi
| Girone A                      | Girone B                                | Girone C                      | Girone D                          | Girone E                                     | Girone F                 |
| ----------------------------- | --------------------------------------- | ----------------------------- | --------------------------------- | -------------------------------------------- | ------------------------ |
| Danimarca Francia Paesi Bassi | Germania Ovest Romania Unione Sovietica | Belgio Israele Polonia Spagna | Bulgaria Finlandia Grecia Turchia | Austria Cecoslovacchia Germania Est Ungheria | Italia Jugoslavia Scozia |

## Classifica finale
| Classifica | Squadre          |
| ---------- | ---------------- |
|            | Unione Sovietica |
|            | Cecoslovacchia   |
|            | Polonia          |
| 4          | Italia           |
| 5          | Bulgaria         |
| 6          | Paesi Bassi      |
| 7          | Germania Est     |
| 8          | Jugoslavia       |
| 9          | Grecia           |
| 10         | Romania          |
| 11         | Francia          |
| 12         | Israele          |
| 13         | Ungheria         |
| 14         | Turchia          |
| 15         | Germania Ovest   |
| 16         | Spagna           |
| 17         | Danimarca        |
| 18         | Scozia           |
| 19         | Finlandia        |
| 20         | Belgio           |
| 21         | Austria          |